# Tonebilder für Pianoforte
(Fünf) Tonebilder für Pianoforte is een verzameling werkjes van Christian Sinding. Hij droeg het werk op aan Karl Nissen, een pianist die even uitweek naar Duitsland, maar vrijwel direct terugkeerde naar Noorwegen. Dat in tegenstelling tot Sinding zelf. Karl Nissen is de zoon van Erika Nissen, een pianiste, die soms werk van Sinding uitvoerde.
De vijf deeltjes zijn:
1. Frühlingswetter
2. Reigen
3. Scherzando
4. Silhouette
5. Stimmung